# Axel Floderus

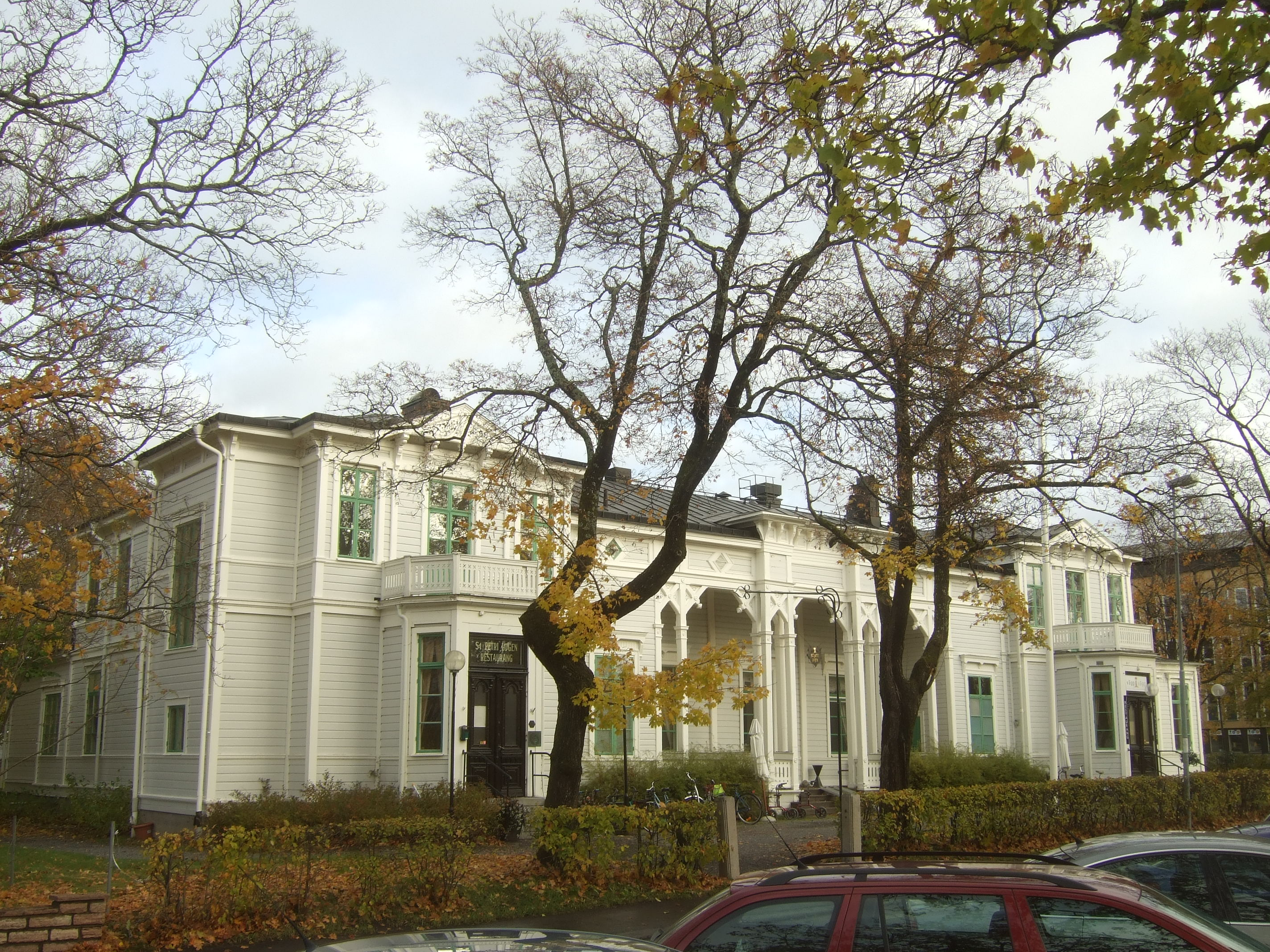
Sankt Petrilogen i Härnösand, ritad av Axel Floderus

Axel Alfred Johan Floderus, född 7 april 1831 i Uppsala, död 11 juli 1876 i Härnösand, var en svensk stadsarkitekt, hospitalssyssloman och tecknare. 
Han var son till kronofogden Johan Floderus och Charlotta Lovisa Tillman och från 1861 gift med Karin Lundgren. Bland hans byggnader märks Sankt Petrilogen i Härnösand 1870–1871 och hans konst består huvudsakligen av blyertsteckningar med landskapsmotiv. Floderus är begravd på Härnösands gamla kyrkogård.